# Abdul Sule
Abdul Sule (født 20. januar 1975) er en nigeriansk fodboldspiller, som havde en mangeårig aktiv karriere i dansk fodbold. Her var han i altovervejende grad angrebsspiller. Han kom til Herning Fremad i 1997 efter et år i Qatar. I 1999 gav AB ni millioner kroner for Sule – en handel, der på det tidspunkt var den dyreste nogensinde mellem to danske klubber. Sule spillede i AB i fem år, hvorefter han i de sidste år af sin tid i Danmark spillede for såvel Køge som Horsens og Lolland-Falster Alliancen.
Efter tiden i Danmark spillede han én sæson i Malaysia for Johor FA, og i 2008 skiftede han til Plateau United i hjemlandet Nigeria.
Efter fodboldkarrierens afslutning er Abdul Sule vendt tilbage til Danmark, hvor han bl.a. har arbejdet med Gadeplansfodbold gennem NVStreets, samt gadeplansarbejde i Københavns Nordvestkvarter.
Abdul Sule arbejder nu som spilleragent og har bl.a. Manchester Uniteds Odion Ighalo i sin fold.
Han har spillet to kampe for Nigerias fodboldlandshold. I landsholdsregi måtte Sule dog pga. hård konkurrence om angrebspladserne spille højre back.

## References
1. ↑  Hvor blev han af: Kultangriberen fra Nigeria
2. ↑  "Ighalo Agent To Offer Him To Top European Clubs If Man Utd Fails To Sign Him". Arkiveret fra originalen 1. september 2020. Hentet 3. maj 2020.
3. ↑  Da Abdul Sule spillede højre back